# On-Premises
On-Premises oder On-Prem (in den eigenen Räumlichkeiten, vor Ort oder lokal) bezeichnet ein Nutzungs- und Lizenzmodell für Computerprogramme (Software). Bis ca. 2010 war die lokale Nutzung bzw. die Lizenzierung für die lokale Nutzung von Software der Normalfall und hatte daher keine besondere Bezeichnung. Erst seitdem die lokale Nutzung zunehmend von Software as a Service (SaaS) oder Cloud Computing verdrängt wird, ist der Begriff Off-Premises als Antonym entstanden.
Bei kommerzieller On-Prem-Software erwirbt oder mietet der Lizenznehmer Software und betreibt diese in eigener Verantwortung auf eigener Hardware, gegebenenfalls in einem eigenen Rechenzentrum oder auf gemieteten Servern eines fremden Rechenzentrums, in jedem Fall also auf Hardware, die nicht vom Anbieter der Software bereitgestellt wird. Neben den Anschaffungs- und Betriebskosten fallen hierbei üblicherweise zusätzliche Wartungsgebühren an, um den Kunden an der Weiterentwicklung der Software durch deren Anbieter zu beteiligen oder die weitere Unterstützung durch den Hersteller abzusichern.
Nutzer von Open-Source-Software können Support bei entsprechenden Dienstleistern aus dem Open-Source-Umfeld einkaufen. Da die Weiterentwicklung und Fehlerbehebung in den Händen der Entwicklergemeinde liegen, entfallen für Open-Source-Software die Wartungsgebühren der Software. Betrieb und Anpassungsmöglichkeiten verhalten sich ähnlich wie bei kommerzieller Software.

## Chancen und Risiken
On-Prem bietet die häufig genutzte Möglichkeit, Software spezifisch auf das Einsatzgebiet anzupassen und teilweise erheblich zu erweitern. Hierbei werden üblicherweise Dritte zur Anpassung und zum Betrieb vom Lizenznehmer einbezogen. Dies wird üblicherweise als Vorteil gesehen, um kundenspezifische Herausforderungen mit einer Standard-Software als zentralen Baustein abzudecken. Damit einher geht aber nicht nur oft ein erheblicher Kostenaufwand für diese Anpassung, die nicht selten die Lizenzgebühren um ein Vielfaches übersteigt, sondern auch das kundenseitige Risiko, spätere Weiterentwicklungen der Software durch den Anbieter nur unter weiterem erheblichem Aufwand und Kosten, resultierend aus der Aktualisierung der Anpassung, nutzen zu können.
Der Käufer investiert hierbei bewusst in eine anpassende Eigenentwicklung, um weitere Vorteile auf Basis des Standardprodukts zu erzielen. Die Technischen Schulden sind hierbei teils erheblich. Grundsätzlich sind diese zwar nicht durch den On-Premises-Betrieb induziert, allerdings sind On-Premises-Produkte von typischerweise längeren Aktualisierungszyklen (ggf. Jahre) geprägt. Womit zum einen die Versionsunterschiede erheblich sind und zu hohen Risiken/Aufwänden auf Seiten der Eigenentwicklung führen. Zum anderen ist die Inbetriebnahme neuer Versionen von Testaufwand und dafür notwendige zusätzliche Systemumgebungen geprägt. Nicht selten haben On-Premises-Kunden diese Aufwände hinausgezögert, um Kosten zu sparen, Versionen zu überspringen oder später von zwischenzeitlich bereits verfügbaren Nachbesserungen zu profitieren. Hieraus entsteht auch für den Anbieter ein erheblicher Nachteil, da er über Jahre mehrere veraltete Produktversionen pflegen und seinerseits auf sich weiterentwickelnde niedere Systemschichten (Betriebssysteme, Datenbanken, Komponenten etc.) anpassen muss. Weiterhin zu beachten ist, dass mit der fortschreitenden Vernetzung der Software-Entwicklung zunehmend große eigenverantwortliche Produktentwicklung von „monolithischen“ Produkte (bis in die 1990er und 2000er Jahre) von Produkten abgelöst wurde, die eine sehr hohe Anzahl von Standard- und Open-Source-Projekten verbauen und „produktisieren“. Auch sind Sicherheitsrisiken der Produkte durch die Anbindung an das Internet heute erheblich höher zu bewerten als vor den 2000ern. Zwar liegt die Verantwortung von Betrieb und Sicherheit beim On-Premises-Produkt auf Kundenseite, aber der Kunde ist hierbei weiter stark abhängig vom Lieferanten bzw. der Open-Source-Community. Anbieter von On-Premises-Produkten werden hierdurch wirtschaftlich bzgl. ihrer Entwicklungsinvestitionen eingeschränkt, da die Pflege alter Versionen erheblich sein können.
Das Gegenmodell ist der Bezug der Software als Dienstleistung (Software as a Service, SaaS) inklusive der Betriebs- und Wartungsverantwortung des Anbieters. Hierbei haben sich fast ausschließlich nutzungsabhängige oder Zeit-Verträge durchgesetzt. Die Anpassungsmöglichkeiten sind hier ebenfalls notwendig, werden hierbei allerdings üblicherweise im Rahmen des Dienstes selbst realisiert (Konfiguration, APIs, optionale Module Dritter). Während bei On-Prem der Kauf und damit erhebliche Lasten beim Kunden liegen, überwiegt beim Cloud Computing ein Angebot, welches zusätzlich zur Software auch Hardware, Betrieb, Leitungskosten, Wartung und gegebenenfalls auch Nutzungsvarianz zu entsprechend anderen Kosten abdeckt.
Im Vergleich zu den langen On-Premises-Aktualisierungszyklen von teilweise Jahren, sind diese Veränderungen bei SaaS-Lösungen ggf. vollständig vernachlässigbar. Durch die Analysemöglichkeiten des Anbieters in seinem Produkt ist er in der Lage, gezielt tatsächliche Nutzungsmuster durch anpassende Eigenentwicklung sehr genau nachzuvollziehen und seine Innovationen genau darauf abzustimmen. Eine reibungslose Fortentwicklung seines Produkts bis hin zu einer unterbrechungsfreien Aktualisierung im Betrieb liegen hierbei in der Verantwortung oder zumindest im Interesse des Anbieters. Kunden profitieren hierbei von größeren Investitionen in Innovationen und vor allem einer erheblich schnelleren Inbetriebnahme dieser, durch nicht selten mehrere viel kleinere und risikoärmere Aktualisierungszyklen pro Woche. Vorteilhafte Eigenentwicklungen auf Basis von SaaS-Produkte können ihre technischen Schulden erheblich minimieren oder diese schneller tilgen.
Jedes IT-System muss normalerweise Daten verarbeiten und persistieren. Im On-Prem-Fall liegen diese Daten weiterhin beim Kunden in dessen dafür vorgesehenem Rechenzentrum. Wird die Software als Cloud-Service bzw. als Software as a Service angeboten, werden in der Regel auch Daten auf diesem System gehalten. Daraus resultiert ein wichtiges Entscheidungskriterium für die Wahl zwischen SaaS-/Cloud-Computing und On-Prem. Während für Cloud-Services im Allgemeinen Auslagerungsverträge abzuschließen sind, ist dies im On-Prem-Fall nicht notwendig, wenn das Unternehmen ein eigenes Rechenzentrum betreibt. In diesem Zusammenhang ist zudem entscheidend, ob die Cloud-Server im Inland stehen – und damit dem jeweiligen inländischen Datenschutzrecht unterliegen – oder aber im Ausland (z. B. in den USA) stehen. Außerdem ist entscheidend, ob die Cloud-Server einem US-amerikanischen Unternehmen gehören (in dem Fall können US-Behörden auch dann auf Daten zugreifen, wenn die Server außerhalb der USA stehen; vgl. CLOUD Act), oder nicht.

## Einzelplatz-Software
Installations- und nutzungsspezifische Aspekte treffen auch für Software für reine Einzelplatzrechner zu, in der Regel wird der Begriff On-Prem jedoch meist für Software verwendet, die mehrbenutzerfähig und netzwerktauglich ist.